# Társaság-szigeteki nádiposzáta
A Társaság-szigeteki nádiposzáta (Acrocephalus musae) a verébalakúak (Passeriformes) rendjébe, ezen belül a nádiposzátafélék (Acrocephalidae) családjába és az Acrocephalus nembe tartozó faj volt. A Társaság-szigetekhez tartozó Raiatea - az A. m. musae (J. R. Forster, 1844) alfaj - és Huahine - az A. m. garretti (Holyoak & Thibault, 1978) alfaj - szigeteken élt.

## Fordítás
- Ez a szócikk részben vagy egészben  a   Garrett's reed warbler című angol Wikipédia-szócikk fordításán alapul.  Az eredeti cikk szerkesztőit annak laptörténete sorolja fel. Ez a jelzés csupán a megfogalmazás eredetét és a szerzői jogokat jelzi, nem szolgál a cikkben szereplő információk forrásmegjelöléseként.